# Пол Фикс
Пол Фикс (на английски: Paul Fix) е американски актьор.

## Биография
Роден е на 13 март 1901 година в Добс Фери, Ню Йорк.  Майка му и баща му са били немски имигранти, които са напуснали дома си в Шварцвалд и са пристигнали в Ню Йорк през 1870 г.
След влизането на Съединените щати в Първата световна война през април 1917 г. Фикс се присъединява към Националната гвардия, като първоначално служи в Пийкскил, Ню Йорк. След три месеца служба там той се оттегля и се записва в армията на САЩ. След като служи във Форт Слокъм в продължение на три месеца, той отново се оттегля и след това се записва в американския флот и е разположен в Провидънс, Роуд Айлънд. Докато служи във флота, Фикс е вербуван да участва на сцената в продукцията на комичната опера H.M.S. Pinafore. По-късно той служи като болничен санитар на борда на кораби, транспортиращи американски войски до и от Европа, и продължава тази служба, докато не е официално освободен от военна служба на 5 септември 1919 г. 

### Кариера
Пол Фикс е известен най-вече с работата си в уестърни. Появява се в повече от 100 филма и десетки телевизионни предавания за 56-годишната си кариера между 1925 и 1981 г.
След войната Фикс става нает актьор, който започва в местни продукции в Ню Йорк. До 1920-те години той се премества в Холивуд и участва в първата от почти 350 филмови и телевизионни изяви. През 1930-те години се сприятелява с Джон Уейн. Той е учител по актьорско майсторство на Уейн и в крайна сметка се появява в около 27 от филмите на Уейн. 

### Личен живот
Дъщеря му Мерилин се жени за актьора Хари Кери-младши през 1944 г. и те имат четири собствени деца. 

### Смърт
Пол Фикс почива на 14 октомври 1983 г. от бъбречна недостатъчност в Лос Анджелис на 82-годишна възраст. 

## Избрана филмография
| Година | Филм                     | Оригинално заглавие           | Роля                 | Режисьор               |
| ------ | ------------------------ | ----------------------------- | -------------------- | ---------------------- |
| 1953   | Хондо                    | Hondo                         | майор Шери           | Джон Фароу             |
| 1955   | Преследване в морето     | The Sea Chase                 | Макс Хайнц           | Джон Фароу             |
| 1956   | Гигант                   | Giant                         | д-р Хорас Линтън     | Джордж Стивънс         |
| 1965   | Синовете на Кейти Елдър  | The Sons of Katie Elder       | Шериф Били Уилсън    | Хенри Хатауей          |
| 1965   | Шенандоа                 | Shenandoah                    | доктор Том Уидърспун | Андрю Маклаглън        |
| 1966   | Ел Дорадо                | El Dorado                     | Д-р Милър            | Хауърд Хоукс           |
| 1966   | Око за око               | An Eye for an Eye             | Брайън Куинс         | Майкъл Д. Мур          |
| 1966   | Невада Смит              | Nevada Smith                  | Шериф Бонел          | Хенри Хатауей          |
| 1969   | Непобедимите             | The Undefeated                | Генерал Джо Мастърс  | Андрю Маклаглън        |
| 1969   | Младият Били Йънг        | Young Billy Young             | Чарли                | Бърт Кенеди            |
| 1970   | Забриски пойнт           | Zabriskie Point               | хотелиер             | Микеланджело Антониони |
| 1973   | Пат Гарет и Били Хлапето | Pat Garrett and Billy the Kid | Максуел              | Сам Пекинпа            |
| 1973   | Кейхил щатски шериф      | Cahill U.S. Marshal           | Старецът             | Андрю Маклаглън        |